# Distillerie Saint-James
Pour les articles homonymes, voir Saint James.
La Distillerie Saint-James est une distillerie de rhum agricole de la Martinique, située d'abord sur le site de l'habitation Trou-Vaillant à Saint-Pierre, puis désormais à Sainte-Marie. Elle produit plusieurs types de rhums à partir de la canne à sucre cultivée localement, et comporte notamment un musée du rhum.
La distillerie appartient aujourd’hui à la société Rhums Martiniquais Saint James (RMSJ), filiale du groupe La Martiniquaise.

## Histoire

### Site de Saint-Pierre: l'habitation Trou-Vaillant

#### Une plantation édifiée par des religieux
A la fin du XVIIe siècle, Louis XV confie à l’ordre des Frères de la Charité le soin de gérer l’hôpital militaire de Saint-Pierre, au pied de la Montagne Pelée, pour y soigner marins et soldats (une ailes était même réservée aux esclaves). L'ordre se constitue progressivement un important patrimoine mobilier et immobilier : maisons et entrepôts à Saint-Pierre et Fort-Royal.

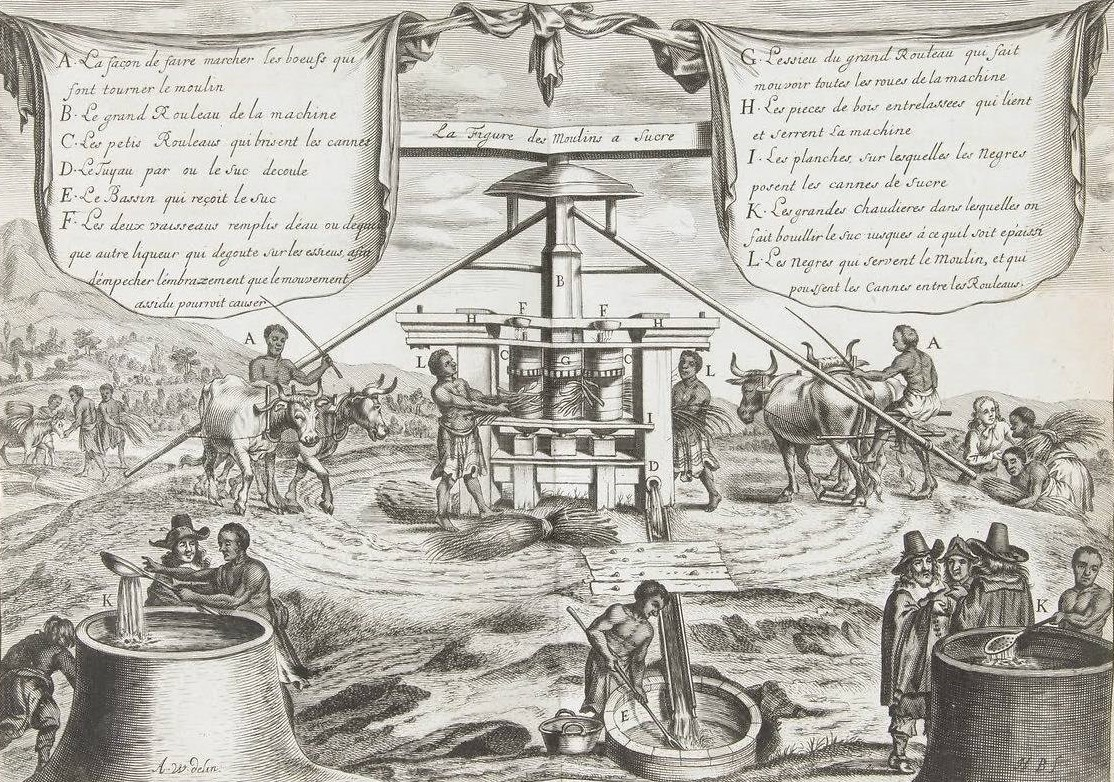
Travail des esclaves dans le moulin à sucre, 1681.

En 1765, afin de subvenir aux besoins de l'hôpital de la ville, le révérend père Edmond Lefébure, supérieur du couvent et savant alchimiste, concurrent de Jean-Baptiste Labat, décide d'édifier sur les hauteurs de Saint-Pierre une distillerie de rhum. Celle-ci se trouve sur la route de Saint-Pierre, à Deux Choux, dans une ravine où coule la rivière du Jardin des Plantes. Dans cette habitation sucrière de Trou-Vaillant, il fait ainsi jaillir des alambics un tafia de canne à sucre hautement amélioré, appelée alors guildive, qui évolue vers un rhum agricole parmi les plus célèbres.
Le père Lefébure décide de donner à son rhum, plutôt que l’appellation de Trou-Vaillant, le nom de Saint-James (qui aurait été celui d'un amiral anglais ayant habité Saint-Pierre), reconnaissable par les Anglais, afin de faciliter la vente de sa production aux colons de Nouvelle-Angleterre, car l'importation de rhum dans l’hexagone était interdite afin de ne pas concurrencer les eaux-de-vie métropolitaines.
En 1777, les religieux rachète pour 120 000 livres (1 350 000 euros) l'habitation Champflore située à proximité, sur l'actuelle commune du Morne-rouge. D'une superficie de 120 carrés, on y trouvait des bâtiments d’exploitation pour ses plantations de manioc, café, cacao ; des chaudières, trois chevaux, deux juments, vingt trois bêtes à cornes, du matériel de forge, des cases à nègres, un presbytère et une chapelle et une soixantaine d’esclaves.

#### Passage du clergé au domaine public
En 1791, pendant la Révolution, l’hôpital des pères de la Charité et tous leurs biens fonciers passent dans le domaine public. Trou-Vaillant va être affermé à des géreurs successifs jusqu’en 1861. En 1805 l’habitation compte 150 esclaves et en 1829 plus que 105 captifs.
Un texte du conseil privé datant de 1845 nous apprend que les esclaves de l‘habitation Saint James étaient classés en trois ateliers :
- les grands travaux pour les 16 à 55 ans en bonne santé,
- le sarclage pour les vieillards et nourrices,
- le nettoyage du manioc et des herbes pour les 7 à 14 ans.

L'habitation faisant partie du domaine public, ses esclaves sont de fait la propriété de l’État français, et en l’occurrence du roi. Au cours d'un voyage aux Antilles de mai 1840 à juin 1841, le journaliste Victor Schœlcher, visite l'habitation et s'indigne de cette situation. Il l'exprime dans son livre Des colonies françaises. Abolition immédiate de l'esclavage, publié en 1842 :
« LA FRANCE POSSÈDE DES HABITATIONS ! Nous avons visité celle du Trouvaillant près Saint-Pierre. Eh bien ! les esclaves de la France, les nègres du roi comme on les appelle, ne sont pas mieux traités que ceux du plus mince petit blanc. Aucun essai particulier n'a été tenté en leur faveur, aucune amélioration n'a été introduite dans leur régime ; il n'y a pour eux aucun avantage d'appartenir à la France ; point d'éducation, point de lecture, point de moralisation, aucun de ces enseignements où l'homme au moins apprend à se connaitre et à s'estimer. Des planteurs ont des usines moins délabrées, des cases plus belles, et une infirmerie mieux tenue que celles de la nation ! Et vous voulez que les colons vous supposent le désir d'affranchir ! Quelle honte, d'ailleurs, que le gouvernement de France ait encore des esclaves ! »

#### Abolition de l'esclavage en 1848
Six ans après la publication de Victor Schœlcher sur l'habitation Trou-Vaillant, et notamment grâce à son lobbying, l’esclavage est définitivement aboli dans les colonies françaises le 27 avril 1848, avec une application en Martinique le 23 mai 1848. La veille, d’importantes manifestations ont eu lieu à Saint-Pierre.
Après l'abolition, la plantation Saint James, confrontée à un manque de main-d’œuvre, engage des travailleurs indiens (coolies), qui constitueront une petite communauté au sein de l’habitation.
Après avoir été transformée en atelier disciplinaire en 1852, le conseil général vend aux enchères l’habitation sucrerie Trou-Vaillant que devient, en 1861, la propriété de Paul des Grottes et de ses trois fils : Victor, Édouard et Eugène. Chacun était en possession d’un quart de l’habitation.

#### Rachat progressif par Paulin Lambert

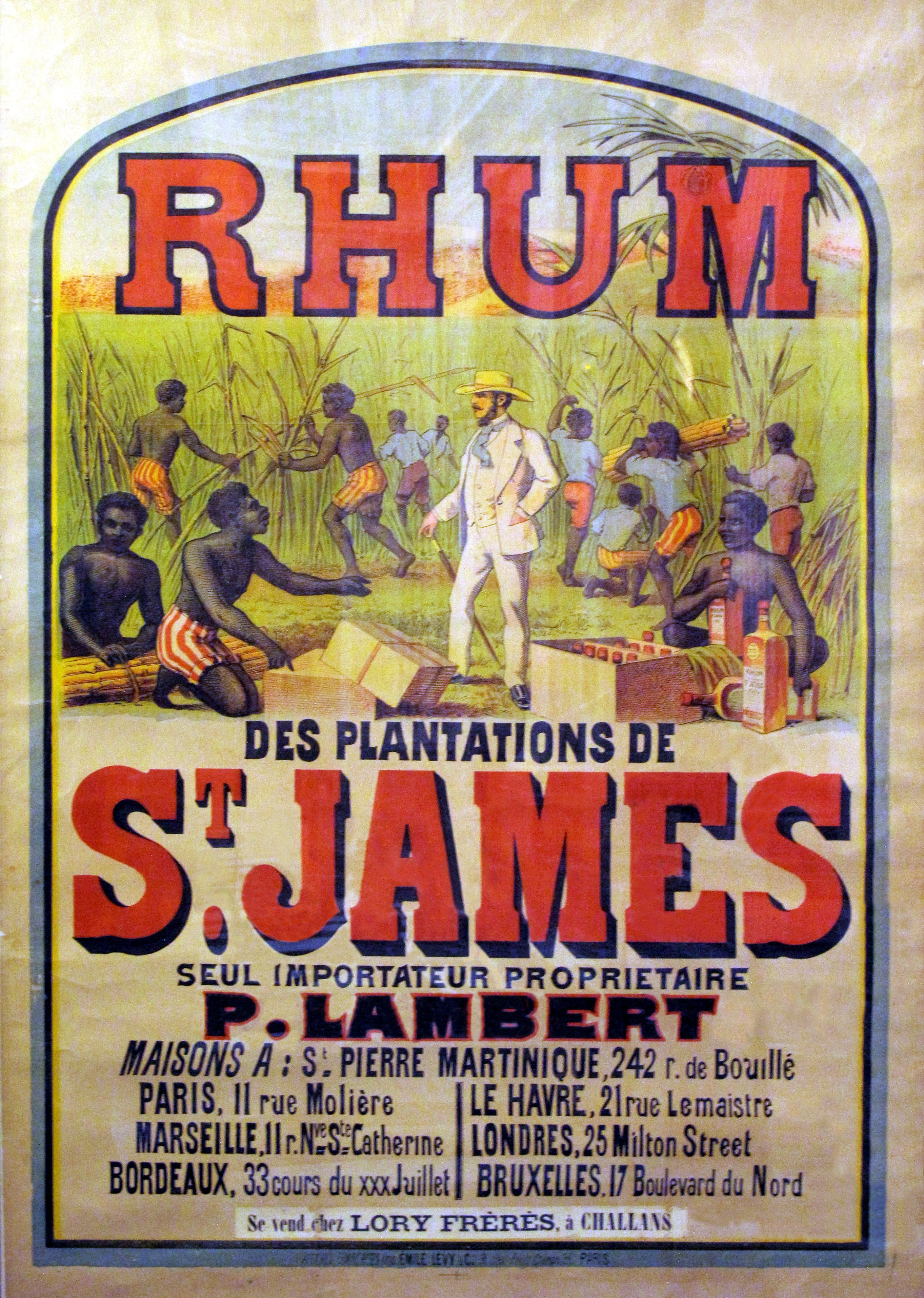
Affiche pour le rhum Saint-James, vers 1888.

À la Restauration, il devient possible de racheter les domaines religieux devenus biens nationaux.  Paulin Lambert (1828-1905), négociant marseillais, s'intéresse alors à la production de rhum en Martinique dont Saint-Pierre est devenu le premier port rhumier du monde. Progressivement il rachète plusieurs habitations. Son rhum est un produit de référence et transite par Marseille, Bordeaux et Le Havre où il est embouteillé.
Le 21 août 1882, Paulin Lambert dépose la marque « Saint James ». Deux ans plus tard, il choisit un format de bouteille révolutionnaire pour l’époque, afin d'en faciliter le stockage et de limiter la casse. « Exiger la bouteille carrée ! » clament les étiquettes qui précisent « Rhum des Plantations Saint-James »,.
En 1890, il rachète l’habitation Trou-Vaillant. On parle désormais des « rhums des plantations de Saint James » pour les productions venant de cette habitation, consacrant un usage déjà établi.
Le 24 décembre 1890, Yvan de Woeyting, du Journal des voyages, aperçoit des lettres gigantesques qui indiquent Plantations Saint-James sur les mornes dominant Saint-Pierre, à la façon des lettres « HOLLYWOOD » au-dessus de la capitale du cinéma en Californie. On peut voir ces lettres sur les cartes postales anciennes de Saint-Pierre.

#### Éruption de la montagne Pelée
À la suite de l'éruption de la montagne Pelée le 8 mai 1902, les plantations avoisinant la ville de Saint-Pierre ne sont plus que cendres. Seule la distillerie Saint-James a été en partie épargnée. Elle reprend son activité trois ans plus tard, date du décès de Paulin Lambert. Ses deux fils Ernest et Eugène prennent la succession. Ils rachètent les domaines de Rivière Blanche (1911), Acajou (1912) et Fonds Bourlet (1929).
Saint James, comme les autres distilleries, profite de la Première Guerre mondiale pour augmenter sa production. Les colonies doivent fournir à la métropole de l’alcool nécessaire à la fabrication de poudre, pour la désinfection des plaies des blessés ainsi que pour la consommation des soldats.

#### Société d'investissement aux Caraïbes
En 1959, Raoul Hurault de Vibraye (1909-1975) créé la Société d'investissement aux Caraïbes (SIC), financée à l'aide des dommages de guerre payés par la République aux investisseurs ayant perdu tous leurs biens en Indochine. Avec cette société, il rachète Saint James à la famille Lambert. Une seconde distillerie Saint-James est alors construite sur l'habitation Acajou (à ne pas confondre avec le domaine de l'Acajou du rhum Clément), à la croisée Jeanne d'Arc au Lamentin, là où se trouve aujourd'hui le centre commercial La Galleria. Cette distillerie produit du rhum grand arôme, c'est-à-dire issu de la distillation du sirop de canne et non pas du vesou. Après que la distillerie d'Acajou soit devenue opérationnelle, la SIC procède à l'agrandissement de la distillerie de Saint-Pierre. Deux des moulins et une chaudière à bagasse (provenant d'une autre distillerie inactive située à Rivière-Blanche appartenant aussi à la SIC) sont ajoutés aux trois moulins et à la chaudière de Saint-Pierre, ainsi qu'un groupe électrogène diesel-alternateur. 

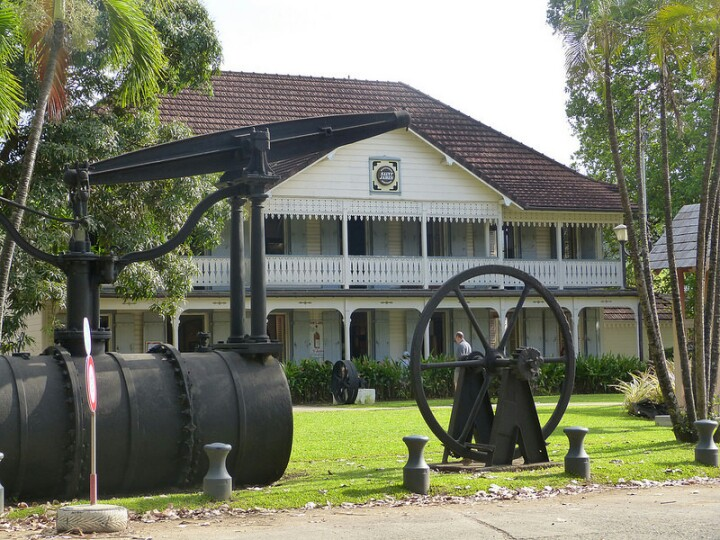
Maison de maître de la Plantation Saint James à Sainte-Marie.

### Site de Sainte-Marie

#### Transfert progressif de Saint-Pierre à Sainte-Marie
Plus tard, la SIC subit un contrôle fiscal de l'emploi de ses fonds gouvernementaux et est déclarée en faillite en 1965. Ses biens sont rachetés et transférés, en partie, à Sainte-Marie sur la côte est de l'île. La distillerie d'Acajou ne survit pas à la faillite de la SIC et celle de Saint-Pierre est fermée et dépouillée de son équipement. Ses bâtiments sont toutefois restés en bon état car entretenus par un particulier qui y installe une entreprise de découpe de bois.

#### Plusieurs changements de propriétaires
Les « Plantations Saint James » sont rachetés en 1967 par la société des spiritueux Picon, puis à nouveau en 1971 par la société Cointreau. Toutes les installations de Saint James sont alors regroupées à Sainte-Marie.
En 1996, Saint James avec son directeur Benoist, participe particulièrement à l’obtention pour le rhum de l’appellation AOC.
En 2003, la marque « Saint James » est rachetée par la société La Martiniquaise.

#### Ouverture du Musée du rhum
Le Musée du rhum de Sainte-Marie ouvre ses portes en 1980 sur le site actuel de la distillerie Saint James.